# Roberval—Lac-Saint-Jean
Pour les articles homonymes, voir Roberval.
Circonscription électorale fédérale du Canada
Roberval—Lac-Saint-Jean (appelée Roberval de 1947 à 2004) est une ancienne circonscription électorale fédérale au Québec (Canada). Le dernier député avant la disparition de la circonscription a été Denis Lebel du Parti conservateur du Canada.

## Historique
La circonscription de Roberval a été créée lors du redécoupage électoral de 1947, d'une portion de Lac-Saint-Jean—Roberval. Elle a élu son premier député lors de l'élection de 1949. En 2004 elle a été renommée Roberval—Lac-Saint-Jean. Lors du redécoupage électoral de 2013, elle a été abolie et la plus grande partie de son territoire est allée dans Lac-Saint-Jean, une petite partie étant intégrée à Jonquière. Lors de son abolition, cette circonscription contenait les municipalités régionales de comté Le Domaine-du-Roy, Maria-Chapdelaine et Lac-Saint-Jean-Est, à l'exception de la ville d'Alma.
À la suite de la démission en juillet 2007 du député bloquiste Michel Gauthier, qui représentait le comté depuis 1993, une élection partielle a été tenue le 17 septembre 2007. Elle fut remportée par l'ancien maire de Roberval, Denis Lebel, candidat conservateur, avec une très confortable majorité sur la candidate bloquiste Céline Houde, qui termina en deuxième place.
Le Roberval dont il est question dans le titre est Jean-François de La Rocque de Roberval, explorateur français et vice-roi du Canada.

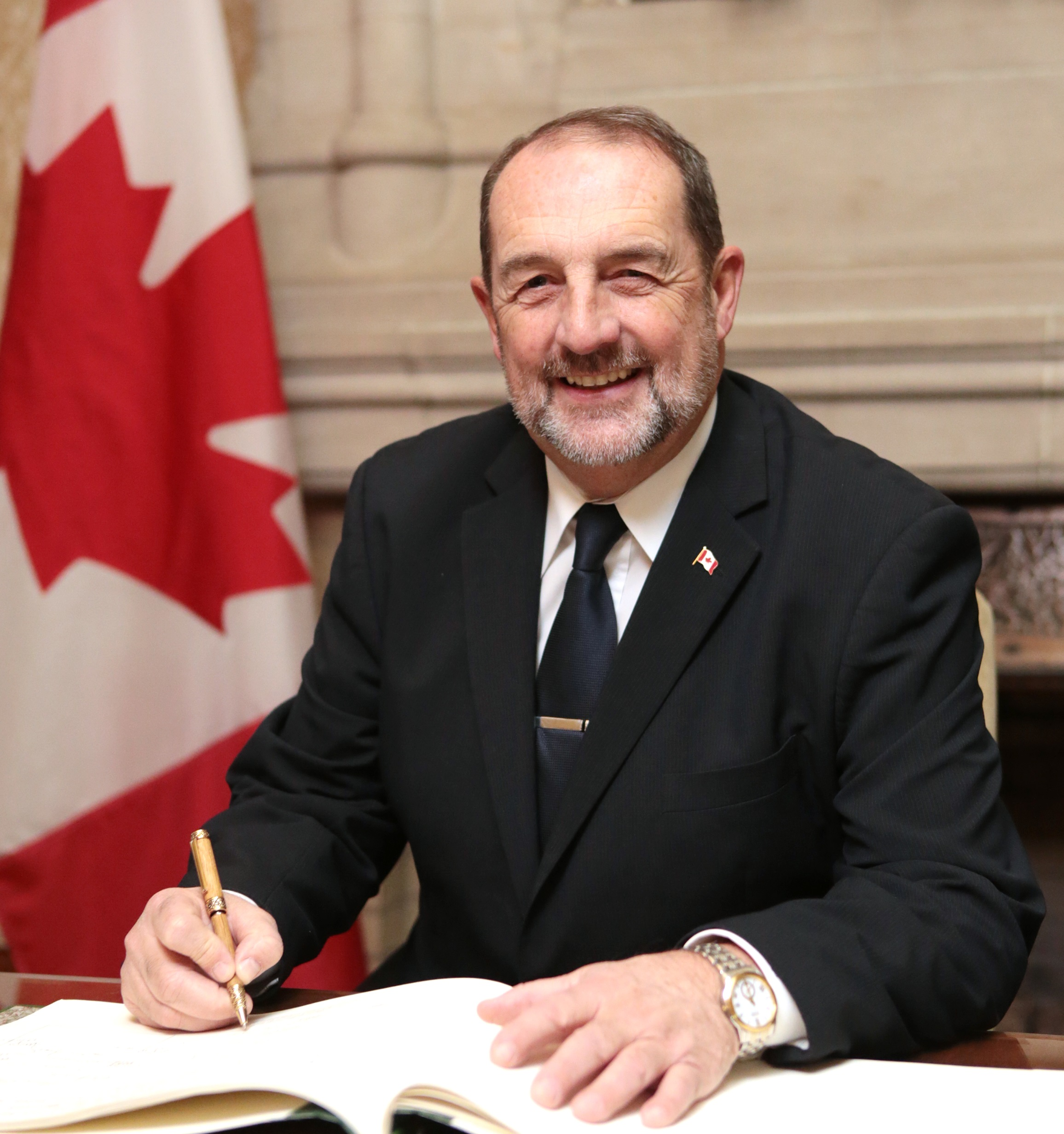
Denis Lebel

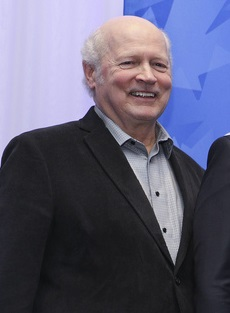
Michel Gauthier

## Députés
| Législature                                | Années    | Député                | Député                   | Parti                     |
| ------------------------------------------ | --------- | --------------------- | ------------------------ | ------------------------- |
| Roberval issue de Lac-Saint-Jean—Roberval  |           |                       |                          |                           |
| 21e                                        | 1949–1953 |                       | Joseph-Alfred Dion       | Libéral                   |
| 21e                                        | 1952–1953 |                       | Paul-Henri Spence        | Progressiste-conservateur |
| 22e                                        | 1953–1957 |                       | Georges Villeneuve       | Libéral                   |
| 23e                                        | 1957–1958 |                       | Georges Villeneuve       | Libéral                   |
| 24e                                        | 1958–1962 |                       | Jean-Noël Tremblay       | Progressiste-conservateur |
| 25e                                        | 1962–1963 |                       | Charles-Arthur Gauthier  | Crédit social             |
| 26e                                        | 1963–1963 |                       | Charles-Arthur Gauthier  | Crédit social             |
| 26e                                        | 1963–1965 | Ralliement créditiste | Charles-Arthur Gauthier  |                           |
| 27e                                        | 1965–1968 | Ralliement créditiste | Charles-Arthur Gauthier  |                           |
| 28e                                        | 1968–1971 | Ralliement créditiste | Charles-Arthur Gauthier  |                           |
| 28e                                        | 1971–1972 | Crédit social         | Charles-Arthur Gauthier  |                           |
| 29e                                        | 1972–1974 | Crédit social         | Charles-Arthur Gauthier  |                           |
| 30e                                        | 1974–1979 | Crédit social         | Charles-Arthur Gauthier  |                           |
| 31e                                        | 1979–1980 | Crédit social         | Charles-Arthur Gauthier  |                           |
| 32e                                        | 1980–1984 |                       | Suzanne Beauchamp-Niquet | Libéral                   |
| 33e                                        | 1984–1988 |                       | Benoît Bouchard          | Progressiste-conservateur |
| 34e                                        | 1988–1993 |                       | Benoît Bouchard          | Progressiste-conservateur |
| 35e                                        | 1993–1997 |                       | Michel Gauthier          | Bloc québécois            |
| 36e                                        | 1997–2000 |                       | Michel Gauthier          | Bloc québécois            |
| 37e                                        | 2000–2004 |                       | Michel Gauthier          | Bloc québécois            |
| 38e                                        | 2004–2006 |                       | Michel Gauthier          | Bloc québécois            |
| Roberval—Lac-Saint-Jean                    |           |                       |                          |                           |
| 39e                                        | 2006–2007 |                       | Michel Gauthier          | Bloc québécois            |
| 39e                                        | 2007–2008 |                       | Denis Lebel              | Conservateur              |
| 40e                                        | 2008–2011 |                       | Denis Lebel              | Conservateur              |
| 41e                                        | 2011–2015 |                       | Denis Lebel              | Conservateur              |
| Dissoute parmi Lac-Saint-Jean et Jonquière |           |                       |                          |                           |

## Résultats électoraux
|       | Candidat              | Parti          | # de voix | % des voix |
|       | (sortant) Denis Lebel | Conservateur   | +18 438,  | 45,68 %    |
|       | Claude Pilote         | Bloc québécois | +08 577,  | 21,25 %    |
|       | Bernard Garneau       | Libéral        | +01 615,  | 4 %        |
|       | Yvon Guay             | NPD            | +11 182,  | 27,7 %     |
|       | Steeve Simard         | Vert           | +00553,   | 1,37 %     |
| Total | Total                 | Total          | 40 365    | 100 %      |

|       | Candidat              | Parti          | # de voix | % des voix |
|       | (sortant) Denis Lebel | Conservateur   | +16 054,  | 43,62 %    |
|       | Claude Pilote         | Bloc québécois | +14 549,  | 39,53 %    |
|       | Bernard Garneau       | Libéral        | +03 721,  | 10,11 %    |
|       | Catherine Forbes      | NPD            | +01 746,  | 4,74 %     |
|       | Jocelyn Tremblay      | Vert           | +00737,   | 2 %        |
| Total | Total                 | Total          | 36 807    | 100 %      |

## Circonscriptions limitrophes
- Abitibi—Baie-James—Nunavik—Eeyou
- Chicoutimi—Le Fjord,
- Jonquière—Alma,
- Montmorency—Charlevoix—Haute-Côte-Nord
- Saint-Maurice—Champlain